# Wandkaardertje
Het wandkaardertje (Brigittea civica) is een spinnensoort uit de familie van de kaardertjes (Dictynidae). De wetenschappelijke naam van de soort werd, als Theridion civicum, in 1850 gepubliceerd door Pierre Hippolyte Lucas.
De soort komt voor in Europa, Noord-Afrika, Turkije en Iran, en is geïntroduceerd in Zuid-Afrika.